# Мърсед (Калифорния)
Вижте пояснителната страница за други значения на Мърсед.
Мърсѐд (на английски: Merced) е град и окръжен център на окръг Мърсед в щата Калифорния, САЩ. Мърсед е с население от 86 333 жители (2020) и обща площ от 32,60 км² (12,60 мили²). Градът е кръстен на река Мърсед, която тече в близост до него.

## Личности, родени в Мърсед
- Джанет Лий (1927-2004), американска актриса